# دياني لويس (صحفية)
دياني لويس (بالإنجليزية: Diane Lewis)‏ هي صحفية أمريكية، ولدت في 26 مارس 1953، وتوفيت في 14 أغسطس 2007 بسبب سرطان.